# Wax Poetic
Wax Poetic é uma banda nova iorquina de trip-hop. 

## História
A banda foi fundada pelo músico turco, Ilhan Ersahin, que ainda faz parte da banda tocando saxofone.
Originada do popular e, agora, extinto, Save the Robots Club, a banda consiste em um grupo de músicos reunidos para tocar juntos e criar um groove pesado de bateria e baixo, misturando com um pouco de elementos dançantes. No final dos anos 1990, a banda assinou contrato com a gravadora Atlantic, e lançaram seu álbum de estréia em junho de 2000.
A cantora e pianista Norah Jones fez parte do grupo antes de seu álbum inicial, Come away with me e ainda hoje pode ser ouvida cantando com a banda no álbum NuBlu Session de 2004. N'dea Davenport e Saul Williams também fizeram parte do grupo.
Os membros atuais da banda são, Thor Madsen (violão e beats), Jesse Murphy (baixo), Jochen Rueckert (bateria), e Marla Turner (vocal). O primeiro disco de uma trilogia a ser lançada pela banda, Copenhagen, de 2006, chegou a ser comparado ao som da banda escocesa, Garbage. Completando este trio de álbum estão Istanbul e Brasil.
Atualmente, Ilhan, Thor, e Jochen se juntaram aos músicos Erik Truffaz e Matt Penman para criar a banda Our Theory.